# Men in Trees
Men in Trees was een Amerikaanse romantische dramaserie die op de Amerikaanse televisie werd uitgezonden van 2006 tot 2008 door ABC. In Nederland werd de serie iedere maandag door Net5 uitgezonden. Men in Trees heeft overeenkomsten met de televisieserie Sex and the City. In mei 2008 werd bekend dat ABC geen derde seizoen van de reeks besteld heeft.

## Rolverdeling
| Acteur            | Personage            |
| ----------------- | -------------------- |
| Timothy Webber    | Jerome               |
| Anne Heche        | Marin Frist          |
| Derek Richardson  | Patrick Bachelor     |
| Sarah Strange     | Theresa              |
| James Tupper      | Jack                 |
| Abraham Benrubi   | Ben Jackson          |
| Emily Bergl       | Annie                |
| Suleka Mathew     | Sara                 |
| Seana Kofoed      | Jane                 |
| John Amos         | Buzz                 |
| Cynthia Stevenson | Chief Celia Bachelor |
| Lauren Tom        | Mai                  |
| Adrian Mcmorran   | Carl                 |

## Afleveringen

### Seizoen 1
| Nr. | Titel aflevering         | Uitzenddatum VS   |
| --- | ------------------------ | ----------------- |
| 1   | Pilot                    | 12 september 2006 |
| 2   | Power Shift              | 15 september 2006 |
| 3   | For What It's Worth      | 22 september 2006 |
| 4   | Sink or Swim             | 29 september 2006 |
| 5   | Talk for Tat             | 6 oktober 2006    |
| 6   | The Caribou in the Room  | 13 oktober 2006   |
| 7   | Ladies Frist             | 20 oktober 2006   |
| 8   | The Buddy System         | 27 oktober 2006   |
| 9   | The Menaissance          | 10 november 2006  |
| 10  | New York Fiction: Part 1 | 30 november 2006  |
| 11  | New York Fiction: Part 2 | 7 december 2006   |
| 12  | The Darkest Day          | 11 januari 2007   |
| 13  | History Lessons          | 18 januari 2007   |
| 14  | Bed, Bat & Beyond        | 25 januari 2007   |
| 15  | Take It Like a Man       | 1 februari 2007   |
| 16  | Nice Girls Finish First  | 8 februari 2007   |
| 17  | The Indecent Proposal    | 15 februari 2007  |

### Seizoen 2
| Nr. | Titel aflevering           | Uitzenddatum VS  |
| --- | -------------------------- | ---------------- |
| 18  | A Tree Goes in Elmo        | 12 oktober 2007  |
| 19  | Chemical Reactions         | 19 oktober 2007  |
| 20  | No Man Is An Iceland       | 26 oktober 2007  |
| 21  | I Would If I Could         | 2 november 2007  |
| 22  | The Girl Who Cried Wolf    | 9 november 2007  |
| 23  | Nice Day For A Dry Wedding | 16 november 2007 |
| 24  | Sea Change                 | 23 november 2007 |